# Hofen SH
| SH ist das Kürzel für den Kanton Schaffhausen in der Schweiz. Es wird verwendet, um Verwechslungen mit anderen Einträgen des Namens Hofen zu vermeiden. |

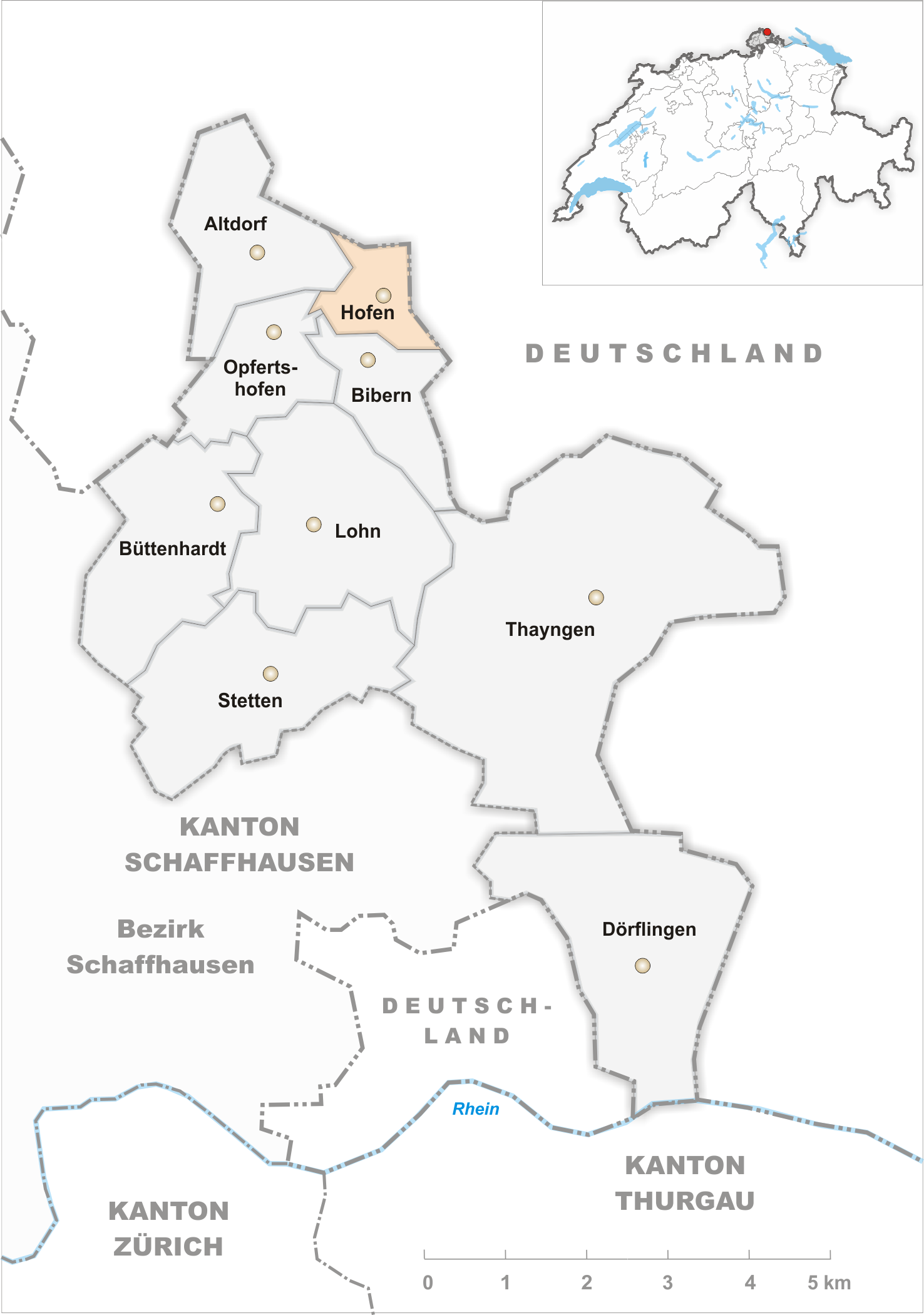
Gemeindestand vor der Fusion am 1. Januar 2009

Hofen ist eine ehemalige politische Gemeinde des Kantons Schaffhausen in der Schweiz.
Aufgrund einer Volksabstimmung gehört Hofen seit 1. Januar 2009 zu Thayngen. Durch den Ort fliesst das Flüsschen Biber, welches unterhalb von Stein am Rhein in den Hochrhein mündet.
Nördlich des Gemeindegebietes verläuft die Grenze zwischen Deutschland und der Schweiz.

## Geschichte
1258 wurde Hofen das erste Mal erwähnt. Hauptgrundbesitzer war das Kloster St. Georgen in Stein am Rhein. Im 15. Jahrhundert traten diese seine Güter an die Herren von Stoffeln ab. 1538 kam Hofen dann an die Stadt Schaffhausen. 1684 wurde Tobias Holländer neuer Herr über Hofen. Nach seinem Tod wechselten die Besitzer in rascher Folge. Gegen Ende des 18. Jahrhunderts wurden die Güter von Hofen von Bibern aufgekauft. 1860 kam es dann zur Trennung und zur Selbständigkeit Hofens.

Historisches Luftbild von Werner Friedli von 1964

## Wappen
Blasonierung: In rot gelber steigender Löwe mit weisser Lilie in der rechten Vorderpranke.
Da Hofen ursprünglich mit Bibern eine politische Gemeinde bildete, besassen sie auch ein gemeinsames Siegel, das sein 1814 nachweisbar eine aufrechte Pflugschare darstellt. Als Hofen 1845 Anstrengungen machte, sich von Bibern zu trennen, nahm es ein neues Siegel mit einer Lilie als Figur. Bis zur effektiven Trennung 1860 von Bibern siegelte Hofen mit diesem Siegel die Dokumente, die es alleine betrafen. Um bei der Bereinigung 1949 eine Doppelspurigkeit mit Hallau zu vermeiden, mussten sie ein neues Wappen schaffen. Dazu nahmen sie das Wappen des Tobias Holländer, den steigenden roten Löwen in gelb mit umgekehrten Farben und kombinierten ihn mit der weissen Lilie.

## Bevölkerung
| Jahr | Einwohner |
| ---- | --------- |
| 1850 | 123       |
| 1880 | 143       |
| 1900 | 126       |
| 1910 | 144       |
| 1930 | 133       |
| 1950 | 140       |
| 1970 | 135       |
| 1990 | 110       |
| 2006 | 203       |

## Verkehrsanbindung
Hofen ist über die Hauptstrasse 331 mit Thayngen und Schaffhausen nach Süden und mit Büßlingen in Deutschland nach Norden angebunden.
Linienbusse der Verkehrsbetriebe Schaffhausen vbsh stellen die Verbindung nach Schaffhausen und Thayngen her.

## Sehenswürdigkeiten
Zu den Sehenswürdigkeiten zählen das Holländerhaus (Residenz von Tobias Holländer im 17. Jahrhundert) sowie die Kaserne im Oberhof.

## Söhne des Ortes
- Gerold Bührer (* 1948), Politiker und Lobbyist
- Julius Bührer (1890–1946), Jurist und Industrieller